# Gai Popil·li Lenat (cònsol)
Gai Popil·li Lenat (llatí: Gaius Popillius P. f. P. n. Laenas) va ser un magistrat romà del segle ii aC. Era germà de Marc Popil·li Lenat, cònsol el 173 aC. Formava part de la gens Popíl·lia i era de la família dels Popil·li Lenat.
Va ser elegit cònsol el 172 aC l'any següent que son germà, quan aquest va tractar els lígurs de forma ignominiosa. Va donar suport a l'actuació del seu germà i va impedir el seu càstig. Va ser el primer plebeu que va tenir per col·lega al consolat a un altre plebeu, Publi Eli Lígur. Després del seu any de consolat va servir com a legat a Grècia.
Va ser enviat com a ambaixador davant el rei selèucida Antíoc IV Epífanes, quan el rei marxava ja amb el seu exèrcit contra Alexandria, al que va advertir de no fer la guerra a Egipte i li va transmetre una carta del senat en aquest sentit, que el rei va prometre prendre en consideració. Llavors Popil·li va traçar un cercle entorn del rei i el va comminar a no travessar aquest cercle sense prendre una decisió. Aquest gest d'audàcia va espantar el rei, que va haver d'acceptar immediatament la imposició romana.
Va ser cònsol per segona vegada l'any 158 aC juntament amb Marc Emili Lèpid.